# Криптофтальм
Криптофтальм — внутриутробное недоразвитие век и глазного яблока, при котором веки не разделяются, а представляют собой единый кожный лоскут, покрывающий чаще недоразвитое глазное яблоко. После рождения ребёнка производится операция по формированию глазной щели и век, а глазное яблоко подлежит удалению, так как чаще всего такой глаз источник опухолей.

## Характеристики
Криптофтальм — как правило двухсторонняя аномалия, часто сочетается с другими пороками развития, например, в рамках синдрома Фрейзера.
Формы:
1.Форма полного криптофтальма. При ней полностью отсутствует глазная щель, веки не сформированы, конъюнктивальная полость не определяется и кожа со лба переходит в кожу щеки. Характеризуется частичным сохранением глазной щели, наличием недоразвитого верхнего века.
2.Абортивный криптофтальм (врожденный симблефарон), при котором частично сформированное верхнее веко сращено с 8\4 роговицы глазного яблока нормальных размеров, при этом правильно сформулировано нижнее веко. 
Дефекты формирования век при криптофтальме часто сочетаются с другими врожденными глазными аномалиями, связанными с этой патологией, — с наличием микро- или макрофтальма, аниридией, синдромом расщепления передней камеры, трабекулярной сети и шлеммова канала, дислокацией или отсутствием хрусталика, атрофией цилиарного тела, агенезией слезных желез и дисгенезией слезных канальцев.